# José Sanabria (boxeador)
José Sanabria San Pablo, Estado Yaracuy, 16 de febrero de 1963 es un exboxeador y entrenador de boxeo venezolano que fue campeón mundial del peso supergallo. Disputó diez combates de título mundial, manteniendo el título de los 53 kilos (118 libras) por cerca de un año.

## Biografía
Nació en el caserío San Pablo, en el estado Yaracuy. Desde muy pequeño se residenció con su familia en San Felipe (Venezuela) (Yaracuy); donde en su juventud, alentado por las instalaciones deportivas del municipio Independencia, comienza a practicar el deporte de las narices chatas en el Gimnasio cubierto Nicolás Ojeda Parra. Cabe decir que su trayectoria en el boxeo amateur no fue destacada y en el profesional debutó en una velada escenificada en Chivacoa, el 14 de febrero de 1985, en la que ganó por decisión a Wilfredo Navas.
Sus primeras once apariciones profesionales las realizó en suelo venezolano, de las cuales ganó nueve, empató una y perdió una.
Esta marca lo induce a incursionar en Nueva York bajo la dirección del mánager Aníbal Castillo. Su primera presentación en Estados Unidos ocurrió el 31 de julio de 1986 ante el clasificado James Pipps, quien lo venció por decisión en una pelea pautada a diez asaltos.
Cuatro meses después, el 7 de noviembre de 1986 opuso a Steve McCrory, campeón olímpico en los juegos de Los Ángeles en 1984. Vale decir que el laureado no respetó la jerarquía del rival y Sanabria lo noqueó en el quinto asalto utilizando 1:03 minutos para ello.
En enero de 1987 se impuso por decisión a otro estadounidense, Hurley Snead, primer retador pluma júnior en el listado de la Asociación Mundial de Boxeo, AMB, a quien derrotó por la vía de las tarjetas. Todas esas resonantes victorias lo pusieron en ruta hacia una confrontación titular, la cual se concretó el 27 de diciembre de 1987 en Corea del Sur ante el local Seung Hoon Lee, pero falló por decisión en pelea pautada a quince asaltos. Posteriormente Lee renuncia al cetro y es cuando lo llaman para que enfrente a Fuentes Rocha por la vacante.
El 21 de mayo de 1988, en el Coliseum Vicente Díaz Romero de la ciudad de Bucaramanga, Colombia, se midió con el púgil colombiano Moisés Fuentes Rocha, disputando la corona por la Federación Internacional del Boxeo FIB por el peso supergallo, de donde salió victorioso por nocaut técnico en el sexto asalto de un total de quince pautados. Logró la distinción de ser el primer venezolano en obtener una diadema avalada por esa organización de boxeo profesional.
Antes de culminar 1988 cumplió tres defensas. Estrenó la faja en agosto ante el italiano Vicenzo Belcastro, a quien ganó por decisión. En septiembre derrotó al francés Fabrice Benichou con nocaut en el décimo asalto y en diciembre regresó a Francia para acabar en el sexto round con Thierry Jacob.
Su reinado se acabó el 10 de marzo de 1989, cuando ofreció la revancha a Fabrice Benichou y éste lo venció por fallo de los jueces en una confrontación que duró doce asaltos. Una decisión muy discutida.
Luego de perder el cetro tuvo un largo período sin actividad, hasta que retornó a los cuadriláteros el 18 de mayo de 1990 con victoria ante Gino Gelormino, sin embargo no era mucha la frecuencia de sus peleas, aunque logró regresar al ranking de la Asociación Mundial de Boxeo, en el peso ligero júnior.
Los años 90 y 91 fueron de adversidad para el venezolano quien perdió cuatro peleas, tres de ellas por decisión y una por nocaut. En 1993 realizó cinco combates, ganado tres de los mismos, empatando uno y perdiendo por decisión.  Durante el año 1994 realizó tres combates de los que apenas salió victorioso en uno. 1995 le ofreció la oportunidad de realizar tres combates de los cuales solamente ganó uno.
Finalmente en el año 1996 realizó dos peleas con igual número de reveses. Es cuando se le brinda la oportunidad de combatir en Francia a principios del mes de octubre del año mencionado, pero no pasó el chequeo médico; concluyendo así su carrera profesional.

## Grupo selecto
Formó parte del grupo de cinco campeones mundiales simultáneos que tuvo Venezuela en 1988, entre los que además se encontraban: Antonio Esparragoza (pluma), Bernardo Piñango (pluma júnior), Leo Gámez (mínimo) y Fulgencio Obelmejías (supermediano).

## Actualidad
Vive en San Felipe, donde se desempeña como entrenador deportivo en la ciudad deportiva Horacio Esteves
| Predecesor: Seung-Hoon Lee | Campeón Mundial Supergallo de la FIB 21 de mayo de 1988 – 10 de marzo de 1989 | Sucesor: Fabrice Benichou |